# Mespaul
Mespaul (bretonisch Mespaol) ist eine französische Gemeinde mit 935 Einwohnern (Stand 1. Januar 2022) im Département Finistère in der Bretagne.

## Bevölkerungsentwicklung
| 1962 | 1968 | 1975 | 1982 | 1990 | 1999 | 2006 | 2017 | 2020 |
| ---- | ---- | ---- | ---- | ---- | ---- | ---- | ---- | ---- |
| 963  | 937  | 814  | 779  | 797  | 739  | 841  | 966  | 932  |

## Sehenswürdigkeiten

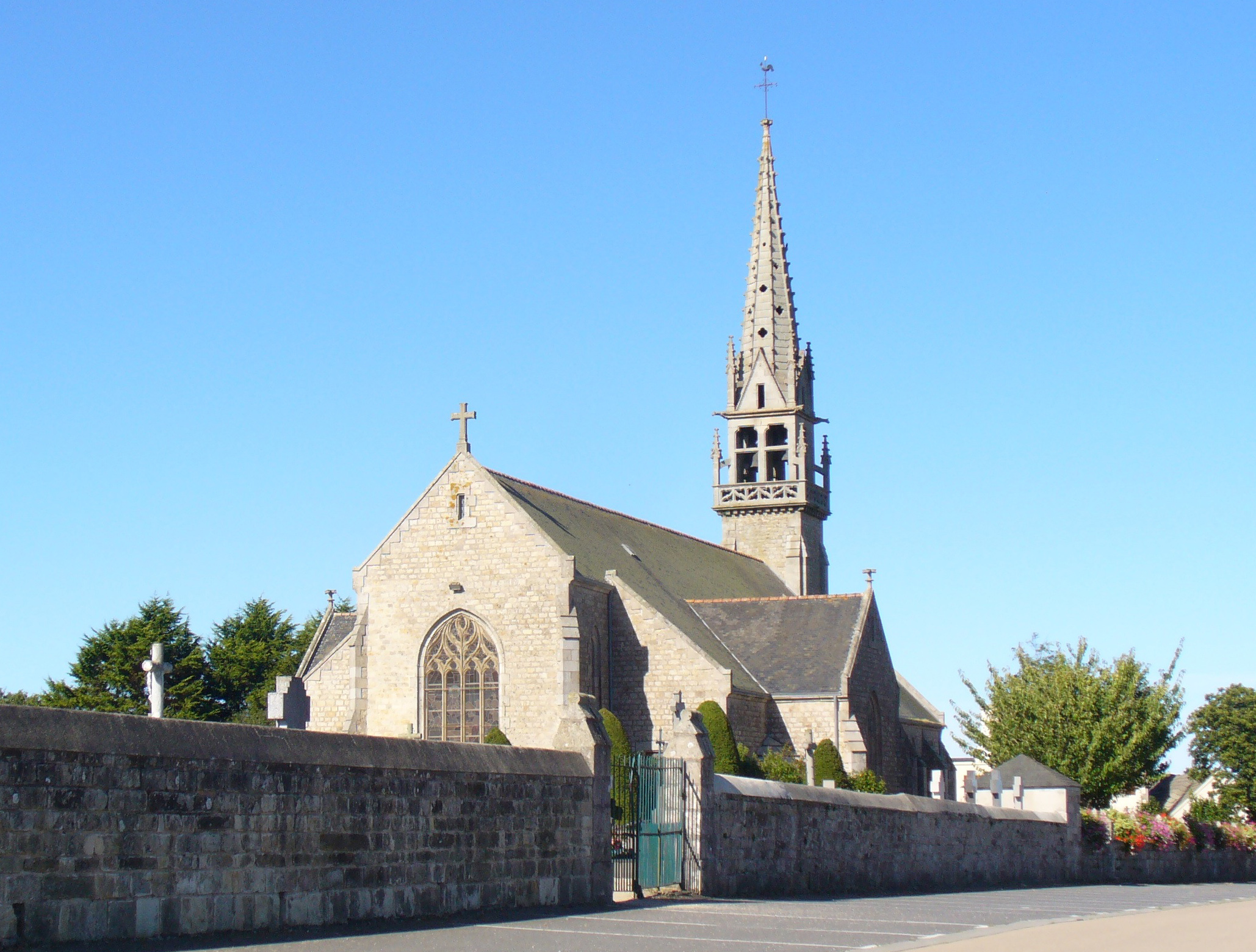
Kirche Saint-Éloi

- Neogotische Kirche Saint-Eloi aus dem 19. Jahrhundert mit Statuen aus dem 17. Jahrhundert
- Kapelle Sainte-Catherine aus dem 15. Jahrhundert
- Mehrere Calvaires aus dem Mittelalter
- Mühle in C'houenner

Siehe auch: Liste der Monuments historiques in Mespaul